# Martinskapelle (Saalfeld)

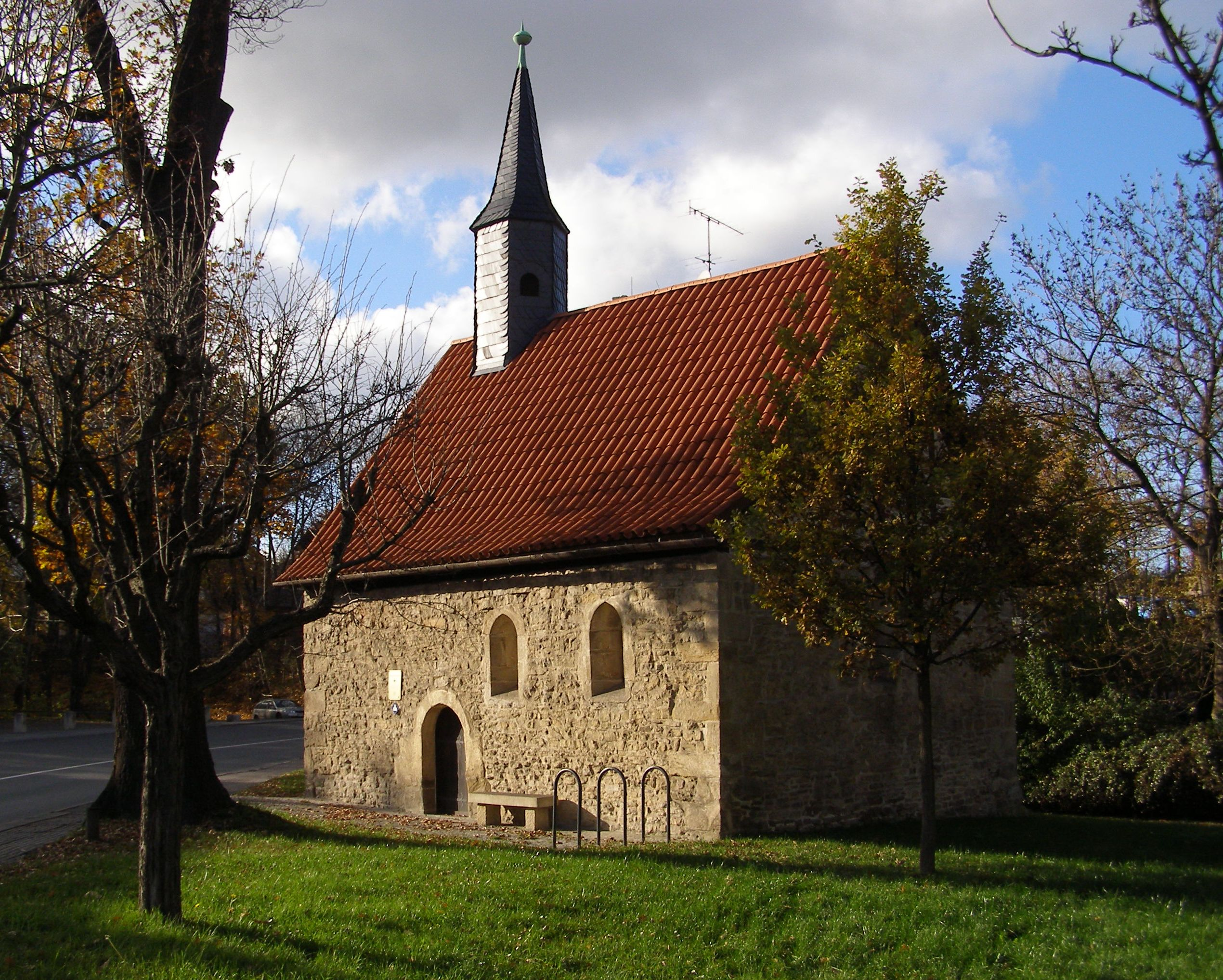
Die Kapelle

Die evangelische Martinskapelle steht im Norden der Stadt Saalfeld (Saale) im Landkreis Saalfeld-Rudolstadt in Thüringen.

## Geschichte
Die frühgotische Kapelle des ehemaligen Siechenhospitals Saalfelds wurde höchstwahrscheinlich um 1264 erbaut und ist damit der älteste Bau der Stadt. Sie wurde erstmals 1335 urkundlich erwähnt. Die Ausstattung wird im Stadtmuseum im Franziskaner-Kloster aufbewahrt.
Siehe auch Liste der Kulturdenkmale in Saalfeld/Saale.